# Amauronematus ranini
Amauronematus ranini är en stekelart som beskrevs av Lindqvist 1960. Amauronematus ranini ingår i släktet Amauronematus, och familjen bladsteklar. Arten är reproducerande i Sverige.